# 电子号运载火箭
电子号火箭是一种两级、部分可回收的轨道使用液体燃料的运载火箭，由火箭实验室开发，火箭实验室是一家美国航空航天公司，在新西兰拥有全资子公司。   电子号的开发是为了服务于商业小型卫星发射市场。  它的卢瑟福发动机是第一个使用电驱动涡轮泵来作为燃料驱动部件的轨道级火箭发动机。电子号火箭一般根据不同任务选择与光子（Photon）上面级的高性能版本（英文：KickStage）或火箭实验室的光子（Photon）上面级普通版一起发射。尽管该火箭被设计为一次性的，但火箭实验室已经两次回收了第一级，并正在努力实现重复使用助推器的能力。  在“飞行26号”（The Flight 26 ，F26）发射任务中，火箭实验室对助推器进行了第一次直升机接力回收尝试。
2016年12月，电子号完成了飞行资质认证。第一枚火箭于2017年5月25日在一次名为“这是一次测试” （英文：It's a Test）的任务中发射，火箭突破了卡门线到达了太空，但由于地面上地面遥测设备数据错误，层致遥测信号丢失火箭启动终止程序，最终没能实现入轨。 在2018年1月21日的第二次发射任务时，电子号到达预定轨道并部署了三颗立方星，任务名为“仍在测试”（英文：Still Testing）。  2018年11月11日电子号进行了第一次正式的商业发射，这也是电子号的第三次发射，任务名为 “现在是营业时间”（It's Business Time）。 

## 箭体设计
电子号是两级火箭，两级的直径相同（1.2米（3英尺11英寸）），采用煤油液氧作为推进剂。火箭的主体是用轻质碳纤维复合材料建造的。 
电子号两级都使用卢瑟福火箭发动机，这是首款由电驱动涡轮泵驱动的能进行轨道级发射的火箭发动机。电泵由锂聚合物电池供电。二级使用三个“热交换”电池，其中两个电池一旦耗尽将直接丢弃以减轻火箭质量。 火箭一级有九个卢瑟福发动机，第二级有一个真空优化版本卢瑟福发动机。 火箭一级的九台发动机提供162千牛（16.52吨）的推力，二级提供22千牛（2.24吨）的推力。几乎所有发动机的部件都是3D打印的，以节省制造过程中的时间和金钱。
火箭实验室还为电子号开发了一枚可选的火箭三级，该级是一种称为 KICK STAGE 的火箭上面级，旨在使其发射的有效卫星载荷的轨道更接近于圆形。该级还能在更短的时间内将卫星送入更精确的轨道。电子公司的上面级配备了一个能够进行多次燃烧的居里发动机，使用一种未知的“绿色”双组元推进剂，并且上面级也是3D打印的。该上面级在电子号的第二次发射任务中首次被使用， 据称其可以运输多达150公斤的有效载荷。
火箭实验室还开发了一种 KICK STAGE 级的高性能版本光子号，它计划用于月球和行星际任务。光子号将能够把不超过30公斤（66磅）的小型有效载荷送入月球轨道。